# Hamish Turnbull
Hamish Turnbull (né le 13 juillet 1999 à Morpeth en Angleterre) est un coureur cycliste britannique, spécialiste des épreuves de vitesse sur piste.

## Biographie
Dans les catégories de jeune, Hamish Turnbull est l'un des cyclistes les plus titrés de Grande-Bretagne. À 14 ans, il est appelé en équipe nationale. En 2017, il remporte la médaille de bronze de la vitesse par équipes aux mondiaux sur piste juniors (moins de 19 ans), avec Alistair Fielding et Lewis Stewart. La même année, il est champion de Grande-Bretagne de vitesse juniors. 
En 2020, il devient le plus jeune  champion de Grande-Bretagne de vitesse (chez les élites) à l'âge de 20 ans. En 2021, il est champion d'Europe de vitesse par équipes espoirs (moins de 23 ans) avec Alistair Fielding, Hayden Norris et James Bunting. La même année, il participe à ses premiers championnats d'Europe élites, où il se classe quatrième de la vitesse par équipes et neuvième du keirin. Il est également sélectionné aux championnats du monde de Roubaix, où il est cinquième de la vitesse par équipes et rapidement éliminé sur le tournoi de vitesse et de keirin. En 2022, il devient champion de Grande-Bretagne de vitesse par équipes avec Jack Carlin, Fielding et Joseph Truman. Il termine également troisième de la vitesse et du keirin.
Aux Jeux olympiques de 2024 à Paris, Turnbull remporte la médaille d'argent de la vitesse par équipes. Lors de la vitesse individuelle, il atteint les quarts de finale et lors du keirin, il est impliqué dans une chute en demi-finale et est éliminé.

## Palmarès sur piste

### Jeux olympiques
- Paris 2024
  -  Médaillé d'argent de la vitesse par équipes
  - 6e de la vitesse individuelle

### Championnats du monde
| Édition / Épreuve              | Keirin | Vitesse individuelle | Vitesse par équipes |
| Montichiari 2017 (juniors)     |        |                      | Bronze              |
| Roubaix 2021                   | 21e    | 16e                  | 5e                  |
| Saint-Quentin-en-Yvelines 2022 |        |                      | Bronze              |

### Coupe des nations
- 2024
  - 2e de la vitesse par équipes à Milton
  - 3e de la vitesse par équipes à Adélaïde

### Jeux du Commonwealth
| Édition / Épreuve | Vitesse par équipes |
| Birmingham 2022   | Argent              |

### Championnats d'Europe
| Épreuve / Édition          | Keirin | Vitesse individuelle | Vitesse par équipes |
| Montichiari 2016 (juniors) |        |                      | Bronze              |
| Aigle 2018 (espoirs)       |        | 6e                   | 5e                  |
| Gand 2019 (espoirs)        |        | 9e                   | 8e                  |
| Apeldoorn 2021 (espoirs)   |        | 7e                   | Or                  |
| Granges 2021               | 9e     | 11e                  | 4e                  |
| Munich 2022                | 8e     |                      | Bronze              |
| Granges 2023               | 10e    | 11e                  | Argent              |

### Championnats de Grande-Bretagne
- 2014
  -  Champion de Grande-Bretagne de vitesse juniors
- 2018
  - 3e de la vitesse par équipes
- 2019
  - 2e de la vitesse par équipes
  - 3e de la vitesse
- 2020
  -  Champion de Grande-Bretagne de vitesse
  - 2e de la vitesse par équipes
- 2022
  -  Champion de Grande-Bretagne de vitesse par équipes
  - 3e du keirin
  - 3e de la vitesse
- 2023
  -  Champion de Grande-Bretagne du keirin